# Preestrena
Pre-estrena és la projecció d'una pel·lícula, anterior a l'estrena general, per a un determinat públic en especial, per estimar el grau d'acceptació que tindrà. Els espectadors de la pre-estrena es trien a l'atzar, o entre els tipus de públic al qual anirà destinada la pel·lícula, amb invitacions. Després de veure la pel·lícula, aquest públic contesta una sèrie de preguntes a manera d'enquesta. Si les enquestes són satisfactòries, la pel·lícula es deixa com està i si no, es fan variacions en el muntatge o es manipula la narració en la mesura possible, fins a aconseguir un producte reeixit segons les enquestes d'una nova pre-estrena. Es tracta d'un procés de màrqueting per augmentar la taquilla, utilitzat principalment per les grans productors de Hollywood.